# Santiago Bausili
Santiago Bausili (Ciudad de Buenos Aires, 18 de febrero de 1974) es un economista y ejecutivo argentino especializado en finanzas. Desde el 11 de diciembre de 2023 ejerce como presidente del Banco Central de la República Argentina (BCRA).
Acumuló años de experiencia en el sector privado, incluyendo períodos en JP Morgan Chase y Deutsche Bank. En 2016, dio el salto a la política al desempeñarse como subsecretario de Financiamiento en el Ministerio de Alfonso Prat-Gay. Desde 2017, ocupó el cargo de secretario de Finanzas durante el resto de la presidencia de Macri, lo cual resultó en un procesamiento judicial por conflicto de intereses.

## Biografía
Bausili completó sus estudios en el colegio Cardenal Newman, misma institución a la que acudió Mauricio Macri. Obtuvo su título de economista en la Universidad de San Andrés.

### Experiencia en el sector privado
En 1995, obtuvo su licenciatura en Economía de la Universidad de San Andrés. Al año siguiente viajó a Nueva York para unirse a la empresa de servicios financieros JP Morgan.
Ocupó el cargo de vicepresidente a cargo de Mercados de Capitales y Derivados para Argentina, Chile y Perú en JPMorgan durante el período de 1996 a 2007, periodo durante el cual trabajó con Luis Caputo entre 1994 y 1998. Durante este tiempo, se especializó en financiamiento de mercado de capitales y gestión de riesgos financieros.
Se unió al Deutsche Bank, con sede en Nueva York y más tarde en Buenos Aires, donde desempeñó funciones durante 9 años como director a cargo del manejo de deudas de Argentina, Chile, Colombia, Perú, Paraguay y Uruguay. 
Fue vicepresidente de Latin America Debt Capital Markets de 2001 a 2004. Desde 2005 hasta 2007, ocupó el cargo de vicepresidente de Latin America Derivatives Marketing en JP Morgan en Nueva York. Más adelante, fungió como director en el área de Latin America DCM and Treasury Solutions de Deutsche Bank, entre 2007 y 2013, y continuó su labor en Buenos Aires de 2013 a 2015.

### Experiencia en el sector público

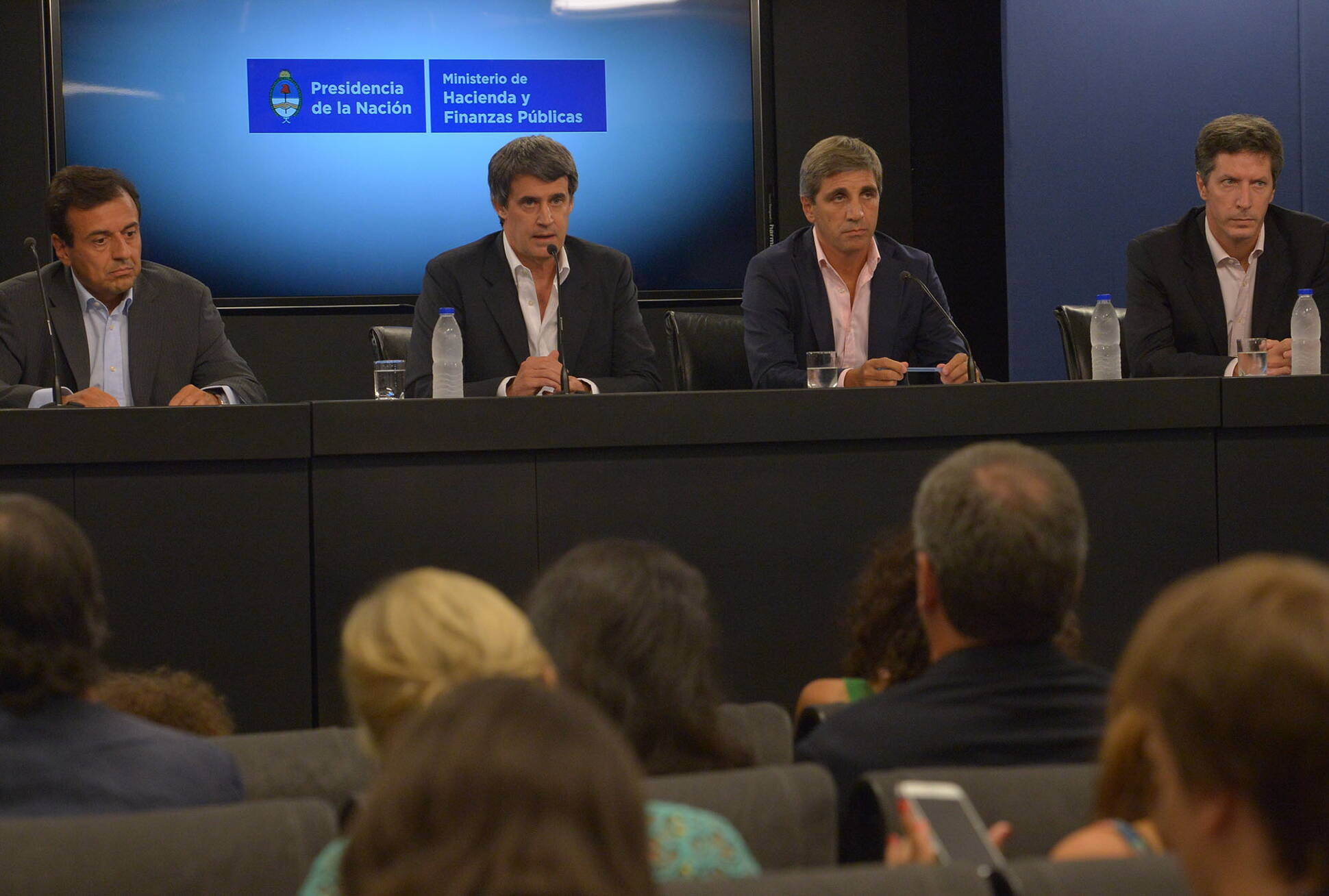
Bausili (derecha) como subsecretario de Financiamiento en una conferencia de prensa en 2016.

En 2016, fue subsecretario de Financiamiento y trabajó bajo la supervisión de su socio y entonces secretario de Finanzas, Luis Caputo. En enero de 2017, sucedió a Caputo como secretario de Finanzas hasta el final del mandato de la administración de Mauricio Macri, después de la reorganización de funciones entre los ministerios de Hacienda y Finanzas.

### Presidente del BCRA
Tras dejar los cargos públicos, volvió al sector privado, trabajó con Luis Caputo en la consultora financiera Anker Latinoamérica, hasta el 11 de diciembre de 2023, cuando asumió como presidente del Banco Central de la República Argentina, nombrado en comisión.
El 18 de diciembre de 2023 anunció que el BCRA dejaría de licitar Letras de Liquidez (LELIQ), dejando ser la tasa de referencia de la política monetaria, pasando a ser las operaciones de pases pasivos el principal instrumento de absorción de excedentes monetarios. También eliminó las tasas mínimas obligatorias de los plazos fijos UVA y redujo el rendimiento que estas colocaciones dan en los bancos del 133% al 110% anual, buscó desarmar el stock de pasivos remunerados del Banco Central a través del pasaje de los pesos en manos de los bancos al financiamiento del Tesoro del Estado Nacional, por medio de la compra de Letras del Tesoro Nacional a Descuento (LEDES) con vencimiento el 18 de enero de 2024. El 10 de julio de 2024, el Tesoro creó la Letra Fiscal de Liquidez (LEFI), instrumento con el que se empezó a traspasar los pasivos del BCRA hacia el Tesoro Nacional. El objetivo de este movimiento era que el Banco Central deje de emitir para pagar los pasivos, ampliando así la base monetaria, y que el Tesoro pague estas obligaciones a través del superávit en sus cuentas.

## Investigación y procesamiento
Bausili estuvo involucrado en una controversia legal relacionada con la presunta comisión del delito de "negociaciones incompatibles con el ejercicio de la función pública". Aunque se había desvinculado del Deutsche Bank en enero de 2016, continuó recibiendo pagos hasta septiembre de 2018 en forma de acciones de la entidad bancaria, valuadas en 13,80 dólares cada una en la bolsa de Nueva York, totalizando un paquete accionario de 180 mil dólares.
Durante este período, el Deutsche Bank fue la segunda entidad que más comisiones cobró por servicios durante la colocación de bonos de la deuda externa realizada por el gobierno de Macri en los mercados internacionales entre 2016 y 2017.
En abril de 2021, el juez Sebastián Casanello lo procesó y embargó por 10 millones de pesos (106 mil dólares al cambio oficial). El fallo indicaba que Bausili había mostrado "desapego" a los estándares éticos y de transparencia exigidos por su rol, ya que, además de recibir acciones, participó en decisiones vinculadas al Deutsche Bank.
Aunque la Sala II de la Cámara Federal porteña revocó el procesamiento, argumentando su participación pero sin incidencia, Casanello continuó la investigación y presentó nuevos elementos en septiembre del mismo año. Sin embargo, la Cámara Federal revocó su procesamiento un día antes de su confirmación como titular del Banco Central en diciembre de 2023.
En 2023, el juez federal se respaldó en informes de la Procuraduría de Investigaciones Administrativas (PIA) para volver a procesar a Bausili. Sin embargo, en febrero de 2024, la Cámara Federal porteña rechazó la apelación de la PIA.